# Купол-Родники
«Купол-Родники» — российский баскетбольный клуб из Ижевска, выступающий Суперлиге и Кубке России.

## История
Мужская баскетбольная команда Ижевска дебютировал во всесоюзных соревнованиях с 1972 года. Наибольшего успеха команда «Университет» добилась в 1978 году, заняв 1-е место в чемпионате РСФСР и 1-е место в чемпионате СССР среди студенческих команд.
По итогам сезона 1993—1994 гг. команда была включена в Первую лигу Первенства России. В сезоне 1994—1995 гг. команда заняла 9-е место. В сезоне 1995—1996 гг. впервые в истории удмуртского баскетбола команда стала бронзовым призёром Первенства России и завоевала право в следующем сезоне выступать в Высшей лиге. В сезоне 1996—1997 гг. команда заняла четвёртое место в дивизионе «Б» Высшей лиги.
В сезоне 1998—1999 гг. у команды появился новый генеральный спонсор — Ижевский электромеханический завод «Купол». Команда «Купол-Антей» стала правопреемником студенческого клуба «Университет».
В 2001 году ижевские баскетболисты стали чемпионами Высшей Лиги и завоевали право выступать в Чемпионате Суперлиги России. В 2002 году клуб перешёл в дивизион «Б» Суперлиги.
В 2002 году в Суперлиге Б дебютировал ижевский БК «Купол-Антей», выигравший в предыдущем сезоне чемпионат высшей лиги. Команда, возглавляемая В. И. Моршининым, провела два сезона и участвовала в розыгрыше трёх Кубков России.
В чемпионате высшей лиги 2009/10 году Ижевск был представлен клубом «Университет».
В 2010 году была организована мужская команда «Родники», которая представляла Удмуртию в Чемпионате России по баскетболу. Уже к 2013 году «Родники» стали чемпионом высшей лиги и получили право на участие в Суперлиге. Но выход в Суперлигу был отложен из-за финансовых проблем. 2013—2014 годы команда провела в Высшей лиге. После обращения клуба в Российскую федерацию баскетбола команде «Родники» предоставили отложенное право выступления в Суперлиге.
В 2014 году титульным спонсором команды стал Ижевский электромеханический завод «Купол» и в сезоне 2014/15 года ижевская команда под названием «Купол-Родники» дебютировала в Суперлиге и заняла лишь 14-е место. Из 30 игр команда проиграла 22. Разница забитых и пропущенных мячей составила 2113—2462.
В следующем сезоне команда заняла последнее, 13-е место.
В регулярном сезоне 2016/17 «Купол-Родники» заняли 8-е место и впервые в своей истории вышли в плей-офф. В итоге команда заняла третье место в группе А, не пройдя в финальную часть турнира. В регулярном сезоне 2017/18 «Купол-Родники» заняли 11 место с разницей забитых и пропущенных мячей минус 266.
В регулярном сезоне 2018/19 команда также не смогла пробиться в плей-офф, заняв 13-е место в 1-м дивизионе.

## Достижения
- Чемпион Высшей лиги: 2012/2013

## Текущий состав
| \| Поз. \| № \| Гражд. \| Имя \| Дата рождения (возраст) \| Рост \| Вес \| Звание \| \| ---- \| -- \| ------ \| -------------------- \| -------------------------- \| ------ \| ------ \| ------ \| \| АЗ \| 00 \| \| Сергей Полстянов \| 23 октября 2002 (22 года) \| 189 см \| 60 кг \| \| \| \| 2 \| \| Артём Косарев \| 6 января 2002 (23 года) \| 191 см \| 76 кг \| \| \| РЗ \| 3 \| \| Александр Кузнецов \| 13 марта 1998 (27 лет) \| 188 см \| 88 кг \| \| \| РЗ \| 7 \| \| Владислав Лисовский \| 7 марта 1996 (29 лет) \| 182 см \| 79 кг \| \| \| РЗ \| 10 \| \| Дмитрий Куимов \| 29 апреля 2004 (21 год) \| 190 см \| 70 кг \| \| \| АЗ \| 11 \| \| Владислав Бобровских \| 16 июля 1996 (29 лет) \| 201 см \| 92 кг \| \| \| \| 12 \| \| Кирилл Архипов \| 30 января 1996 (29 лет) \| 201 см \| 117 кг \| \| \| АЗ \| 13 \| \| Иван Горошков \| 29 ноября 2001 (23 года) \| 193 см \| 84 кг \| \| \| АЗ \| 18 \| \| Эдуард Заинковский \| 18 марта 2004 (21 год) \| 185 см \| 75 кг \| \| \| ТФ \| 25 \| \| Даниил Карванен \| 29 мая 1998 (27 лет) \| 200 см \| 102 кг \| \| \| ЛФ \| 43 \| \| Николай Жмако \| 9 апреля 1989 (36 лет) \| 195 см \| 94 кг \| \| \| РЗ \| 86 \| \| Хасан Кипкеев \| 8 июня 2000 (25 лет) \| 191 см \| 82 кг \| \| \| Ц \| 89 \| \| Александр Винник (К) \| 28 сентября 1989 (35 лет) \| 215 см \| 114 кг \| \| \| ЛФ \| 94 \| \| Александр Куров \| 25 сентября 2000 (24 года) \| 205 см \| 90 кг \| \| | Главный тренер - Сергей Чернов Ассистенты тренера - Вениамин Анисимов - Валерий Конотопов Легенда - (К) — Капитан команды Последнее изменение: 4 февраля 2025 года |             |                      |                            |        |        |        |
| Поз. | № | Гражд.      | Имя                  | Дата рождения (возраст)    | Рост   | Вес    | Звание |
| АЗ | 00 | Флаг России | Сергей Полстянов     | 23 октября 2002 (22 года)  | 189 см | 60 кг  |        |
| | 2 | Флаг России | Артём Косарев        | 6 января 2002 (23 года)    | 191 см | 76 кг  |        |
| РЗ | 3 | Флаг России | Александр Кузнецов   | 13 марта 1998 (27 лет)     | 188 см | 88 кг  |        |
| РЗ | 7 | Флаг России | Владислав Лисовский  | 7 марта 1996 (29 лет)      | 182 см | 79 кг  |        |
| РЗ | 10 | Флаг России | Дмитрий Куимов       | 29 апреля 2004 (21 год)    | 190 см | 70 кг  |        |
| АЗ | 11 | Флаг России | Владислав Бобровских | 16 июля 1996 (29 лет)      | 201 см | 92 кг  |        |
| | 12 | Флаг России | Кирилл Архипов       | 30 января 1996 (29 лет)    | 201 см | 117 кг |        |
| АЗ | 13 | Флаг России | Иван Горошков        | 29 ноября 2001 (23 года)   | 193 см | 84 кг  |        |
| АЗ | 18 | Флаг России | Эдуард Заинковский   | 18 марта 2004 (21 год)     | 185 см | 75 кг  |        |
| ТФ | 25 | Флаг России | Даниил Карванен      | 29 мая 1998 (27 лет)       | 200 см | 102 кг |        |
| ЛФ | 43 | Флаг России | Николай Жмако        | 9 апреля 1989 (36 лет)     | 195 см | 94 кг  |        |
| РЗ | 86 | Флаг России | Хасан Кипкеев        | 8 июня 2000 (25 лет)       | 191 см | 82 кг  |        |
| Ц | 89 | Флаг России | Александр Винник (К) | 28 сентября 1989 (35 лет)  | 215 см | 114 кг |        |
| ЛФ | 94 | Флаг России | Александр Куров      | 25 сентября 2000 (24 года) | 205 см | 90 кг  |        |